# LIFE IN A DAY 地球上のある一日の物語
『LIFE IN A DAY 地球上のある一日の物語』（ライフ・イン・ア・デイ ちきゅうじょうのあるいちにちのものがたり、Life in a Day）は、YouTubeと、リドリー・スコットとトニー・スコットの製作会社スコット・フリー・プロダクションズが製作し、LGエレクトロニクスが出資に参加したドキュメンタリー映画企画。2010年7月6日に発表された。
140か国から寄せられた8万本、4,500時間に及ぶ2010年7月24日に撮られた映像を、ケヴィン・マクドナルドが監督、ジョー・ウォーカーが編集して94分57秒の映画にした。2011年1月27日、サンダンス映画祭で初上映され、同時にYouTubeでストリーミング中継された。

## 評価
本作は批評家から概ね高い評価を受けた。Rotten Tomatoesは、58人の批評家のうち79%が肯定的な評価を下し、評価の平均は7/10であると報告している。Metacriticは18個のレビューに基いて58/100の加重平均値を示している。